# Malletia tripartita
Malletia tripartita is een tweekleppigensoort uit de familie van de Malletiidae. De wetenschappelijke naam van de soort is voor het eerst geldig gepubliceerd in 1932 door Prashad.